# Klangprobe (Steinmetz)
Mit der Klangprobe prüft ein Steinmetz oder Steinbildhauer Rohsteine vor einer Bearbeitung. Es handelt sich um ein Prüfverfahren, das seit Jahrhunderten bis heute angewendet wird.
Bevor ein Werkstein bearbeitet wird, nimmt ein Steinmetz entweder einen Fäustel oder ein Holzstück und schlägt den Stein an. Am Klang erkennt er, ob das Werkstück Risse (von Steinmetzen Stiche genannt) oder lockere Schichten hat. Hört er einen dumpfen Klang oder ein Klappern, so hat der Stein einen Schaden, der an den Außenflächen nicht unbedingt erkennbar ist. Nur Werksteine, die hell klingen, sind für die weitere Bearbeitung geeignet. 
Dieses Prüfverfahren war für Siegfried Lenz der Anlass, einen seiner Romane Die Klangprobe zu nennen. In diesem Roman wird die Klangprobe als ein Verfahren zur Prüfung von Menschen dargestellt, und eine Romanfigur wünscht sich das Verfahren der Steinmetzen zur Unterscheidung der Menschen.